# شومیراد
شومیراد (به لهستانی:  Szumirad) یک روستا در لهستان است که در گمینا لاسوویتسه ویلکیه واقع شده‌است. شومیراد ۱۷۵ نفر جمعیت دارد.